# Соловьёв, Александр Иванович (географ)
Алекса́ндр Ива́нович Соловьёв (24 июля (6 августа) 1907 — 27 февраля 1983) — советский физикогеограф, историк географии и методист; доктор географических наук (1955), профессор (1964), член-корреспондент АПН РСФСР (1950) и АПН СССР (1968).
Автор почти 200 научных публикаций по региональной физической географии, истории науки, геоморфологии, методам обучения.

## Биография
Родился в 1907 году в селе Вятские Поляны (ныне город) Вятской губернии в семье крестьянина.
В 1932 году окончил физико-математический факультет Московского университета по специальности «география».
В 1934—1947 работал в Институте географии Академии наук СССР (Москва). Участвовал во многих экспедициях как на суше (Урал, Карпаты, Кавказ, Тянь-Шань, Средняя Азия), так и на море (Баренцево и Карское моря).
В годы Великой Отечественной войны 1941—1945 составлял военно-географические описания, был секретарём партбюро московской группы Института географии.
Работал в МГУ с 1931 года, и. о. декана Географического факультета МГУ (1943). Профессор (1963—1983), заведующий кафедрой физической географии СССР (1939—1949), заведующий кабинетом истории географии (1949—1962).
В 1948—1951 работал главным редактором Географгиза.
В 1951—1956 возглавлял Институт методов обучения АПН РСФСР.
Большую часть жизни проработал в МГУ, где заведовал кафедрой физической географии СССР (1938—1949), а затем созданной им кафедрой истории географии.
Член-корреспондент АПН РСФСР с 24 марта 1950 г., член-корреспондент АПН СССР со 2 февраля 1968 г. Состоял в Отделении дидактики и частных методик. Сфера научных интересов: преподавание географии в средней и высшей школе.

## Награды
Награждён двумя орденами «Знак Почёта» и медалями.
Отличник народного просвещения.

## Память
- Именем А. И. Соловьёва назван один из ледников хребта Сунтар-Хаята.

## Основные работы
- Курильские острова. М.; Л.: Изд-во Главсевморпути, 1945. 196 с.; 2-е изд., 1947, 307 с.
- Александр Александрович Борзов. М.: Изд-во МГУ, 1948. 48 с.
- Рельеф Европейской части СССР. М., 1948 (соавт. Д. Н. Анучин, А. А. Борзов).
- Рельеф Москвы и Подмосковья / С. Дик, В. Г. Лебедев, А. И. Соловьёв, А. И. Спиридонов; Под. ред. А. И. Соловьёва; Ин-т географии МГУ им. M.В. Ломоносова. — М.: Географгиз, 1949. — 196 с.
- Перестройка системы народного образования в СССР и задачи школьной географии. М., 1959 (соавтор).
- Урал: Природа и ресурсы. М., 1960 (соавтор).
- История географического изучения Земли. Вып. 1. М.: Изд-во МГУ, 1962. 172 с. (соавт. Я. Ф. Антошко).
- Современное состояние и задачи высшего географического образования. М., 1964.
- Антошко Я. Ф., Соловьёв А. И. У истоков Яксарта: (К 150-летию со дня рождения П. П. Семёнова-Тян-Шанского). — М.: Мысль, 1977. — 128 с. — (Замечательные географы и путешественники). — 20 000 экз. (см. Семёнов-Тян-Шанский, Пётр Петрович)
- Дитмар А. Б., Соловьёв А. И. Вопросы истории географии в школьном курсе. — М.: Просвещение, 1978.
- Соловьёв А. И., Соловьёва М. Г. Н. Н. Баранский и советская экономическая география. — М.: Просвещение, 1978. — 112 с. — (Люди науки). — 70 000 экз. (обл.)
- Формирование диалектико-материалистического мировоззрения в обучении географии. М., 1981.
- Соловьёв А. И., Карпов Г. В. Словарь-справочник по физической географии: Кн. для учителя. — М.: Просвещение, 1983. — 224 с. — 100 000 экз. (в пер.)

### Статьи
- Соловьёв А. И. Физическая география в МГУ после 1917 г. // Учёные записки МГУ. Вып. XV, 1940, юбилейная серия; Его же. Геоморфология и её развитие в МГУ (там же).
- Соловьёв А. И. А. А. Борзов как учёный, педагог и общественный деятель // Учёные записки МГУ. Вып. 119. География. Кн. 2. — М.: МГУ, 1946. — с. 5-31